# Língua iídiche
O iídiche, ídiche, ou judeu-alemão (em iídiche: ייִדיש ou em iídiche: אידיש; romaniz.: ídish; lit. "judeu", "judaico") é uma língua da família indo-europeia, pertencente ao subgrupo germânico, tendo sido adotada por judeus, particularmente na Europa Central e na Leste Europeu, no segundo milênio, que a escrevem utilizando os caracteres hebraicos.
Atualmente, o iídiche é falado especialmente nas comunidades judaicas dos seguintes países: Alemanha, Argentina, Estados Unidos, Bélgica, França, Israel, Lituânia, Rússia, Brasil, Ucrânia, Canadá. Dois grupos principais utilizam atualmente o iídiche: judeus ortodoxos no mundo inteiro, especialmente os ultra-ortodoxos (mesmo os residindo em Israel e Nova York), e judeus seculares, com idade avançada ou não, que valorizam suas raízes. 
O iídiche se desenvolveu dentro da cultura asquenazita, a partir do século X na Europa central e oriental, e se espalhou para outras regiões do planeta com a emigração de seus praticantes. O nome "iídiche" passou a ser usado para designar o idioma somente a partir do século XVIII; antes disso, já era a principal língua falada pelos judeus asquenazes.
O idioma é fruto de uma compilação linguística diversificada:
1. O germânico (dominante do ponto de vista fonético) derivado das variedades urbanas medievais do alto-alemão médio falado nas fronteiras;
2. Dialetos modernos, como o eslavo, polonês, ucraniano, bielorrusso e russo;
3. O semita, derivado do hebraico e do aramaico pós-clássicos, cujo alfabeto é usado para representação fonética e escrita.

De forma simplificada, pode-se dizer que o iídiche é o idioma germânico escrito com caracteres do alfabeto hebraico moderno e em sentido oposto ao da escrita ocidental (ou seja, escrita e lida da direita para a esquerda). Na prática, os três componentes contribuíram em maior ou menor grau na fonologia, morfologia, sintaxe e semântica da língua.

## Origens
A origem do iídiche remonta à época medieval germânica. Por vários séculos, houve uma migração de judeus para várias regiões da Europa. Os judeus miscigenados com a população da Europa Central e do Leste Europeu, de origem nórdica e eslava, formaram um grupo que passou a ser conhecido como asquenazitas. O termo "asquenaze" (ashkenazi) tem sua origem em um vocábulo hebraico que designava o povo que vivia na região onde hoje fica a Alemanha, e foi apropriado pelos judeus que se estabeleceram nesta área. Durante muito tempo, este grupo foi a minoria da população judaica mundial, estando concentrada nas regiões centrais e orientais da Europa; porém, em um período mais recente, a população asquenazita cresceu e se espalhou pelo mundo, tornando assim o idioma iídiche mais difundido. Os judeus asquenazitas são etnicamente diferentes dos chamados judeus sefarditas, de ascendência árabe e originalmente emigrados para a Espanha, Europa Mediterrânea, África, e de outros países mediterrâneos ao redor do paralelo 33. Do ponto de vista religioso, os asquenazitas se estabeleceram simbolicamente como um grupo independente a partir do édito contra a poligamia, de Rabeynu Gershom (aprox. 960-1028); este édito os distanciou da autoridade rabínica oriental tradicional.
Para não perderem sua identidade cultural e religiosa, os asquenazitas adotaram uma forma mista de escrita, usando os caracteres do hebraico para anotar a descrição fonética do idioma da região em que se encontravam. Assim, mesmo com restrições (o hebraico é escrito sem vogais), os imigrantes judeus escreveram textos bíblicos em alemão, espanhol ou francês, usando a forma escrita que lhes era familiar.
Com o tempo, a expansão da população asquenazita em direção ao leste levou a uma diferenciação de dois dialetos iídiches: ocidental (com maior influência germânica) e oriental (com influência de linguagens eslavas). Além da influência fonética, os caracteres escritos do iídiche oriental mostram a influência da escrita de outras tribos locais, como godos e dos visigodos.

## Relação com idiomas semíticos
As comunidades judaicas instaladas na Europa adotavam três línguas: hebraico, aramaico e iídiche. Todas as três dispunham de representação escrita, mas somente o iídiche poderia ser considerado um idioma vernacular. Por essa razão, o iídiche foi empregado em princípio para obras laicas e correspondência privada. Para a correspondência comunitária, comentários bíblicos e toda uma série de documentos era utilizado o hebraico. Já o aramaico era utilizado para os textos mais importantes, incluindo os tratados oficiais (especialmente comentários sobre o Talmud) e a Cabala (misticismo judaico).

## Desenvolvimento histórico
Ao longo de sua história, os falantes de iídiche quase sempre foram bilíngues, usando o alfabeto aramaico para a escrita, mas com normas ortográficas próprias. Podem-se distinguir três períodos para a língua iídiche:
- Iídiche primitivo (até 1250) e evidenciado por pequenos textos;
- Iídiche antigo (cerca de 1250 a 1500). Desde o século XII ao século XVI os asquenazitas espalharam-se pelos territórios eslavos (atuais Polônia, Ucrânia, Bielorrússia, Rússia e Lituânia) e sua língua adotou elementos eslavos.
- Iídiche médio (1500-1700). Período no qual o centro de gravidade se desloca para o leste.
- Iídiche moderno (a partir de 1700).

Do século XVII em diante a língua diferia suficientemente da dos judeus habitantes das regiões falantes de línguas germânicas, o que justificou a divisão entre iídiche oriental e ocidental. Essa última variante começou a declinar no final do século XVIII e desapareceu quase completamente durante o século XIX. Ao contrário, no leste durante o século XIX, a língua ressurgiu, pois os artistas, socialistas e propagandistas religiosos, em lugar do hebraico, alemão ou eslavo, usavam a língua falada pelo povo judeu: o iídiche. Em 1908 em conferência realizada em Czernowitz (na atual Ucrânia), o iídiche foi aceito como “língua nacional do povo judeu”. O iídiche continuou florescendo na literatura, teatro e imprensa, sendo a língua da educação, com Varsóvia e Vilnius como seus centros intelectuais, desenvolvendo-se uma língua normativa a partir dos dialetos do iídiche polonês e lituano.
O período que antecedeu a Segunda Guerra Mundial foi caracterizado pela dispersão de seis milhões de judeus que habitavam os países vizinhos à Alemanha, o que permitiu aos sobreviventes a inclusão de mais alguns idiomas, o russo, da antiga União Soviética, o inglês da América do Norte e do aramaico jordaniano.
A exemplo dos mórmons na América do Norte, houve tentativa de criar-se uma região judia dentro da ex-URSS, uma espécie de Comunidade Autônoma situada no extremo oriental da Sibéria, mas o experimento não obteve êxito, embora a região —  Birobidjão (Birobidjan) — ainda exista oficialmente como Oblast (Distrito) Autônomo Judaico, dentro da Federação Russa.

## Dados
No auge teve 11 milhões de falantes. Em 2021 calcula-se que cerca de 600 mil pessoas falem iídiche, 250 mil residentes nos Estados Unidos, 250 mil em Israel e cem mil pelo mundo. É mantido especialmente em comunidades ortodoxas, onde é usado entre seus membros como a língua do grupo, o hebraico é reservado para a religião e a língua local para o contato com as pessoas de fora da comunidade. Em 1995 a União Europeia aprovou uma resolução pela qual se garantia apoio à língua e à cultura iídiche. 
O iídiche continua sendo mantido como língua vernácula natural entre muitos grupos de judeus "ultra-ortodoxos", hasidi (chasidim) ou não, encarregados de conservar o asquenazi como uma civilização em toda sua totalidade. A forte resistência à assimilação e as altas porcentagens da natalidade têm levado os demógrafos a prever que, em cerca de cem anos, haverá um milhão de chasidim falando iídiche. Atualmente, contam com comunidades numerosas em Antuérpia, Londres e vínculos muito estreitos com os centros mais importantes nos Estados Unidos e em Israel. Já se pensou em trocar os caracteres hebraicos por fontes de outros idiomas como o inglês, que seriam “mais fáceis de memorizar”, e modificar também o sentido da escrita, que passaria a ser da esquerda para a direita (para uso dos destros), no entanto, para alguns instrutores essa mudança incluiria o aspecto saudosista da questão e que procuram transferir do passado, muito importante para endossar a credibilidade nas escrituras.

## Dialetos
No seu momento de máxima expansão geográfica (século XVI), o iídiche englobava dos Países Baixos e Itália a oeste até a Rússia a leste. O iídiche ocidental, variante mais antiga, compreendia por sua vez o iídiche norte-ocidental (Países Baixos, norte da Alemanha e Dinamarca) e o iídiche sul-ocidental (Alsácia, Suíça e sul da Alemanha). O iídiche oriental, por sua vez, contava com três dialetos principais: o norte-oriental (Lituânia, Bielorrússia, Letônia) conhecido popularmente como lituano; o centro-oriental (Polônia e Hungria), denominado popularmente polonês e o sul-oriental (Ucrânia e Romênia), conhecido geralmente como ucraniano ou volínio. 
Os dialetos atuais são os seguintes: 
- central, também denominado polonês ou polaco;
- setentrional ou lituano, mesmo que se estenda por grandes áreas do território bielorrusso;
- meridional ou ucraniano.

Ao critério fonológico adotado no iídiche ao longo dos tempos e dos lugares, abriu-se um leque de variantes para a pronúncia de uma única frase “comprar carne”: em iídiche ocidental kafn flash, no central kojfn flash, no sul-oriental kojfn flejs e no norte-oriental kefjn flejs. Outras diferenças fonológicas e léxicas demonstram também que o dialeto central é diferenciado e distingue-se por um jogo completo de contrastes na duração da vogal, enquanto o segmento sul-oriental sofre os efeitos de trocas vocálicas originando palavras como hont mão, huz casa e rign chuva, e no dialeto norte-oriental houve a perda do gênero neutro, demonstrando em todos esses casos que o idioma, por ser uma criação espontânea do meio, não pode ser criado nem recriado. 
O iídiche normativo está inspirado na pronúncia pelos dialetos setentrionais ainda que a gramática tenha influência meridional. O alemão contribuiu também com a normatização do iídiche, especialmente por aqueles que acreditavam ser o iídiche uma corruptela do alemão.

## Escrita
O iídiche utiliza como escrita uma adaptação do alfabeto hebraico e escreve-se da direita para a esquerda. Como sua fonologia é estranha ao árabe ou ao hebraico, o iídiche usa o recurso dos dígrafos e outras letras modificadas conforme sua patognomônia, além dos caracteres tradicionais do hebraico. O modo de inscrever as vogais nesse alfabeto variou muito de acordo com o tempo e o lugar, sendo estas atualmente representadas através de caracteres especiais desenvolvidos para uso exclusivo do moderno hebraico.

## Gramática
Com a criação de Israel, uma das grandes influências do iídiche tem sido o vocabulário hebraico (ou mais exatamente hebraico-aramaico) e não só no que concerne ao uso religioso como também em palavras de uso cotidiano que não têm conexão particular com o modo de vida judeu. As palavras hebraico-aramaicas foram transportadas ao iídiche em sua pronúncia asquenazita, ainda que em Israel a pronúncia seja a dos judeus sefarditas. Quando as palavras hebraico-aramaicas passaram ao iídiche falado em Israel, usou-se a pronúncia do plural segundo as normas hebraicas, não mais segundo as normas alemãs.
A outra grande influência na mutação do iídiche (essa mais antiga), foram as línguas eslavas, devido às migrações judaicas para o leste da Europa, junto com a expansão germânica da Idade Média e aproveitando a boa acolhida do príncipe Principe Boleslaw o Piedoso de Kaliz que concedia ao povo judeu tolerância religiosa e facilidades comerciais com leis diferenciadas aos cristãos da Polônia. Nessas regiões onde habitavam falantes eslavos, o iídiche foi submetido a forte influência léxica, morfológica, fonológica e sintática das línguas eslavas. Muitas palavras de uso cotidiano são eslavas de origem (káchke pato, do polonês kachka; táte pai, do tcheco tata).
As desinências dos casos foram preservadas só no singular e aparecem em modificações dos substantivos mas raramente nos substantivos em si. Os casos dativo e acusativo fundiram-se no masculino, enquanto o nominativo e o acusativo fundem-se no feminino e no neutro. O sistema para formar substantivos plurais, de origem alemã, é enriquecido por elementos de origem hebraica. Com o passar do tempo, nota-se que, gradativamente, tanto no gênero quanto na forma plural, muitos substantivos vão-se diferenciando de seus similares alemães. O iídiche possui um sistema bem desenvolvido de diminutivos de origem alemã mas de base gramatical eslava onde, por tratar-se ainda de uma prótese cultural aplicada num alfabeto sem muitos recursos, os verbos são conjugados apenas no presente do indicativo, expressando-se nos demais tempos e modos mediante palavras auxiliares.

## Fonologia
As vogais em iídiche normativo consistem das vogais simples i, e, a, o, u e os ditongos ej, aj, oj. Sob influência eslava surgiu uma série de consoantes palatais. O som correspondente ao dígrafo alemão ch não possui variante palatal e o som /ng/ possui oclusão. As palavras de origem hebraico-aramaicas e eslavas introduziram uma rica variedade de grupos consonânticos que não existem no alemão, apesar de não haver fonemas exclusivos destas.

## Literatura iídiche
A literatura iídiche desenvolveu-se bastante no século XIX. Escritores como Mendele Moicher Sforim, Sholom Aleichem, I. L. Peretz e outros são considerados como os mais importantes na literatura judaica e mundial. Isaac Bashevis Singer ganhou o prêmio Nobel de Literatura pelas suas obras escritas em iídiche.
No século 21, Harry Potter foi traduzido para o iídiche.

## Teatro iídiche
Em Varsóvia, peças sobre temas bíblicos eram encenadas em iídiche já na década de 1830, e houve outras apresentações em iídiche em meados do século, incluindo um grupo popular no Leste Europeu, os Broder Singers. O teatro iídiche moderno começou quando Avrom Goldfadn, conhecido como "o pai do teatro iídiche" — cujas peças ainda eram representadas exatamente como escritas cinquenta anos depois de suas estreias — e Yisroel Grodner, do Broder Singers, formaram a primeira companhia de teatro profissional iídiche na Romênia em 1876.
As peças de William Shakespeare eram frequentemente representadas em iídiche, onde eram muito populares, em adaptações comumente descritas como fartaytsht un farbesert — "traduzidas e melhoradas". Aínda existe em Israel um teatro iídiche, o Yiddish-Spiel.